# Gare de Chabanais
Gare de Chabanais vasútállomás Franciaországban, Chabanais településen.

## Vasútvonalak
Az állomást az alábbi vasútvonalak érintik:
- Limoges-Bénédictins-Angoulême-vasútvonal

## Kapcsolódó állomások
A vasútállomáshoz az alábbi állomások vannak a legközelebb:
- Gare d’Exideuil
- Gare de Saillat-Chassenon